# Miguel Benasayag

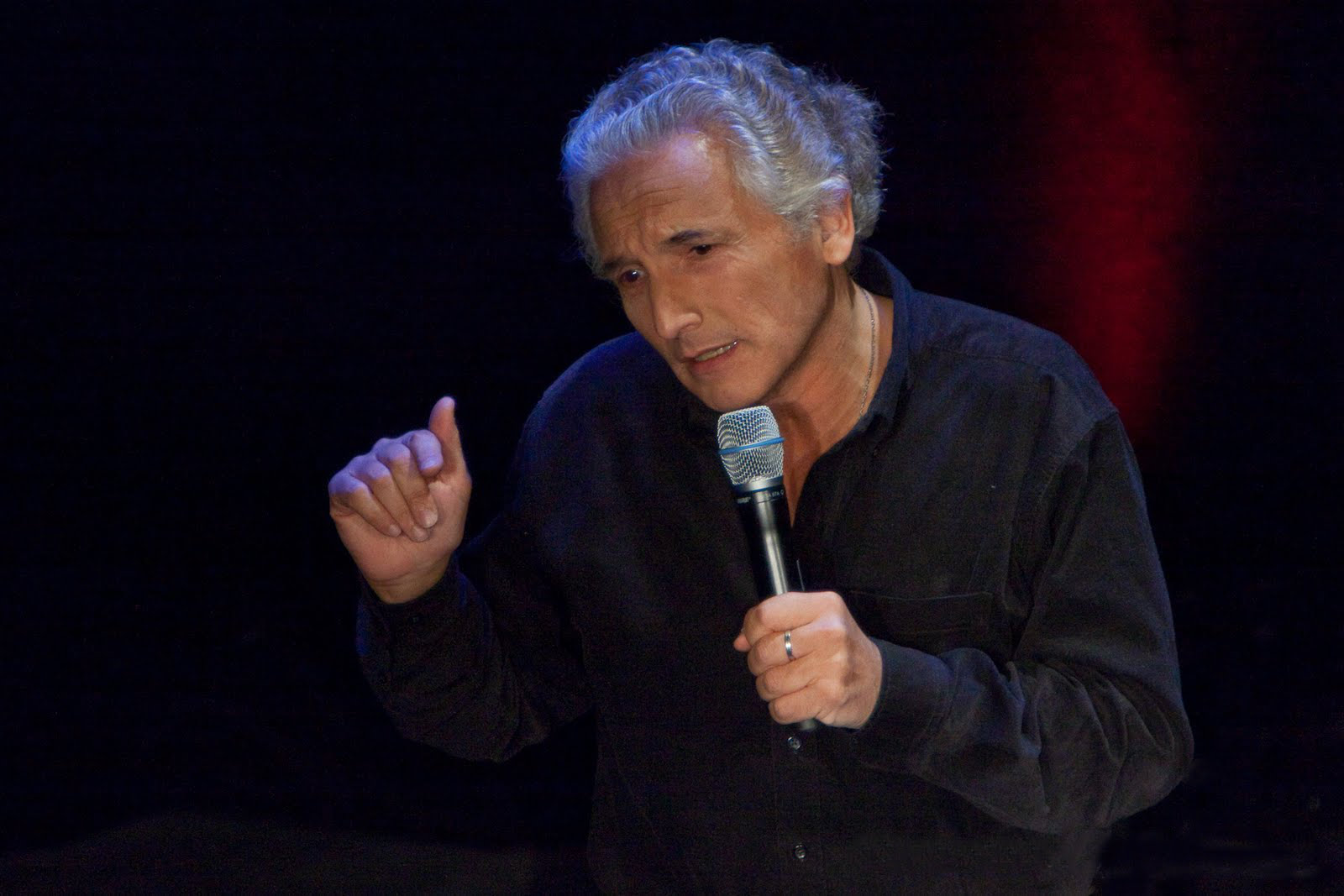
Miguel Benasayag (2010)

Miguel Benasayag (* 1953 in Argentinien) arbeitet als Psychoanalytiker, Philosoph und Publizist in Frankreich und gründete das politische Kollektiv Malgré tout.

## Philosophische Position
Benasayag hat keine systematische Philosophie ausgearbeitet, vielmehr betrachtet er sein philosophisches Denken als Teil des politischen Handelns und des Widerstands. Im Zentrum steht dabei die Auseinandersetzung mit dem Individualismus der heutigen Gesellschaft, den er im Kapitalismus verankert sieht. Als Kernelement zur Überwindung der durch den Individualismus herbeigeführte Ohnmacht des Einzelnen sieht er Aktionen an, die Solidarität mit konkreten Menschen in konkreten Situation üben. Ähnlich wie für John Holloway ist für ihn politische Gegenmacht etwas, das nicht Macht anstrebt, sondern der Macht Widerstand leistet.

## Bibliographie (deutsch)
- Die verweigerte Zukunft. Nicht die Kinder sind krank, sondern die Gesellschaft, die sie in Therapie schickt. In: Zusammenarbeit mit Gérard Schmit (2007), Verlag Antje Kunstmann (Originaltitel: Les Passions tristes).

## Bibliographie (französisch)
- Malgré tout, contes à voix basse des prisons argentines (1980), Éditions Maspero (Originaltitel: A pesar de todo), préfacé par David Rousset.
- Utopie et liberté. Les droits de l'homme: une idéologie ? (1986), La Découverte.
- Critique du bonheur avec Edith Charlton (1989), La Découverte.
- Cette douce certitude du pire avec Edith Charlton (1991), La Découverte.
- Penser La liberté: La décision, le hasard et la situation avec la collaboration de Annick Monte (1994), La Découverte.
- Peut-on penser le monde ? Hasard et incertitude, en collaboration avec Herman Akdag et Claude Secroun (1997), éditions du Félin.
- Le Mythe de l'individu (1998), La Découverte, ISBN 2-7071-2883-X
- La Fabrication de l'information: les journalistes et l'idéologie de la communication (1999) avec Florence Aubenas, La Découverte. ISBN 978-2-7071-3112-6
- Du Contre-pouvoir, en collaboration avec Diego Sztulwarkal (2000), La Découverte. ISBN 2-7071-3316-7
- Résister, c'est créer, en collaboration avec Florence Aubenas (2002), La Découverte.
- Che Guevara: Du mythe à l’homme - Aller-retour (2003) -- Broché.
- Les Passions tristes. Souffrance psychique et crise sociale, en collaboration avec Gérard Schmit (2003), La Découverte, nouvelle édition 2006 -- Broché.
- Abécédaire de l'engagement, avec Béatrice Bouniol (2004), Bayard -- Broché.
- La Fragilité (2004a), édition La Découverte, collection armillaire. ISBN 2-7071-4268-9
- La Santé mentale en actes: De la clinique au politique de Miguel Benasayag (Postface) et al. (2005) -- Broché
- Connaître est agir: Paysages et situations en collaboration avec Angélique Del Rey (2006), édition La Découverte, collection armillaire.
- Plus jamais seul, le phénomène du téléphone portable (2006), édition Bayard.
- Éloge du conflit, avec Angélique del Rey (2007), La Découverte.
- La chasse aux enfants L'effet miroir de l'expulsion des sans-papiers, avec Angélique del Rey et des militants de RESF (2008), La Découverte. ISBN 978-2-7071-5453-8